# Neoromantyzm w muzyce
Neoromantyzm (postromantyzm) – kierunek w muzyce II połowy XIX wieku (i początkach wieku XX), będący ostatnią fazą romantyzmu.
Rozpoczyna się po śmierci Mendelssohna (rok 1847), Chopina (rok 1849) i Schumanna (rok 1856). Do tego kierunku zalicza się m.in. twórczość Richarda Wagnera, Hugo Wolfa, Antona Brucknera, Gustava Mahlera, Richarda Straussa. Tworzą oni tak zwany neoromantyzm niemiecki. Istotą neoromantyzmu jest więź z innymi rodzajami sztuki, szczególnie literaturą. Wyrazem tego są dwa najbardziej popularne gatunki tego okresu: poemat symfoniczny (twórca F. Liszt) oraz dramat muzyczny (R. Wagner, późny Verdi)
Cechy muzyki neoromantycznej:
- rozbudowa aparatu orkiestrowego - doprowadziło to do powstania potężnych dzieł, na bardzo duży skład orkiestry (np. VIII Symfonia Gustava Mahlera zwana Symfonią Tysiąca)
- zainteresowanie kolorytem narodowym i tematyką historyczną
- zaawansowana harmonika, która zarówno reguluje napięcie w utworze, jak i decyduje o jego kolorycie brzmieniowym. Harmonika, wzorowana na zdobyczach R. Wagnera, przekracza ramy diatoniki obfitując w układy oparte na nowych zasadach formalnych.
- błyskotliwa instrumentacja

Odwrót od kierunku neoromantycznego polegał między innymi na kameralizacji środków wykonawczych i zaznaczył się np. w impresjonizmie. Neoromantyzm, który wywarł silny wpływ na twórczość kompozytorów Młodej Polski, w swojej ostatniej fazie przekształcił się w ekspresjonizm.